# Tempio di Giove (Cuma)
Il tempio di Giove è un tempio greco-romano ritrovato a seguito degli scavi archeologici sull'acropoli dell'antica città di Cuma.

## Storia e descrizione

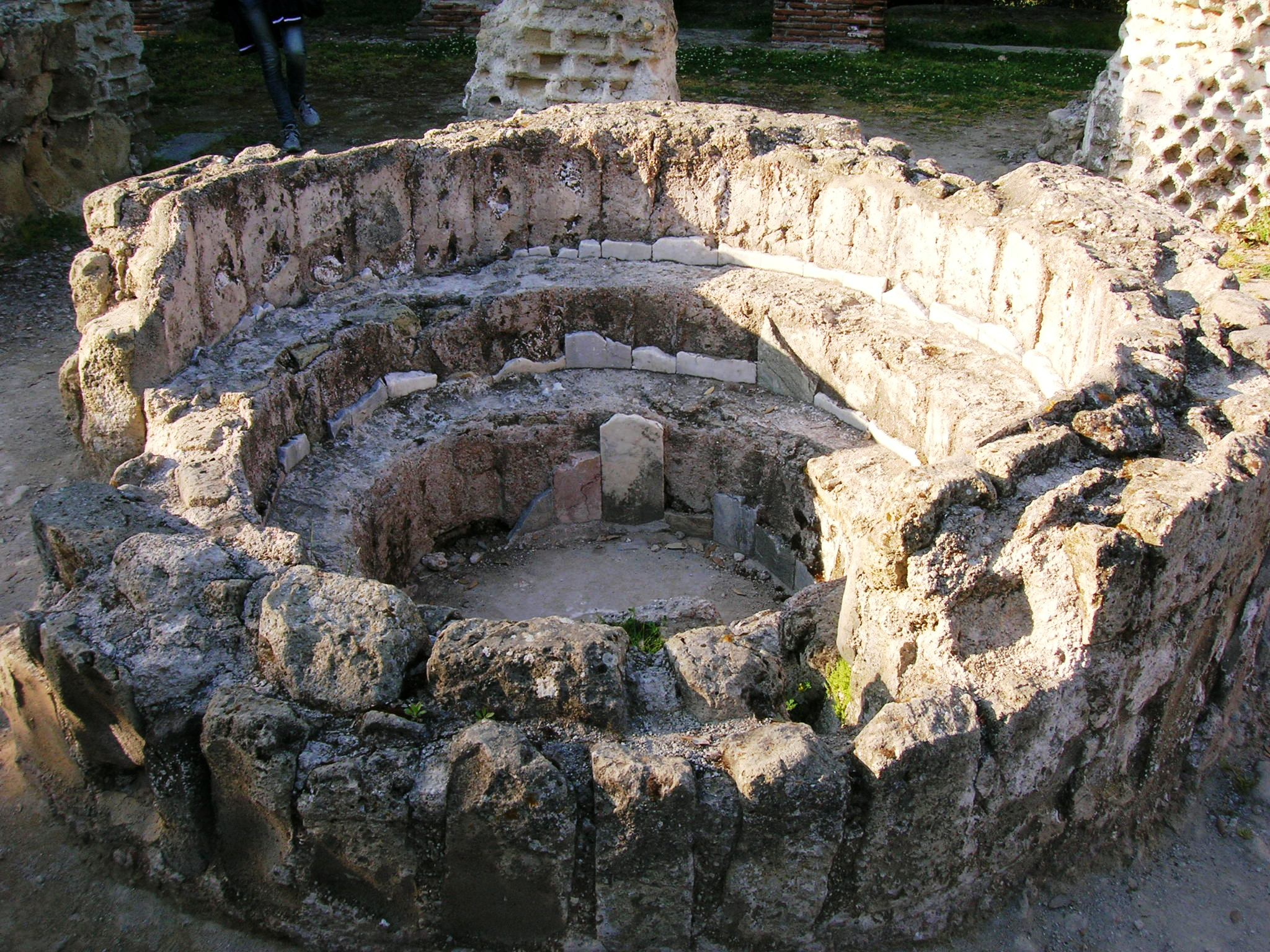
Fonte battesimale

Durante l'età greca, probabilmente tra il VI e V secolo a.C., venne costruito un primitivo tempio dedicato a Demetra, divinità molto venerata dai cumani; il tempio di Giove, di cui però non si ha alcuna testimonianza che fosse effettivamente dedicato a Giove, sorse sul precedente tempio e venne costruito alla fine del I secolo, in età augustea; tra la fine del V e l'inizio del VI secolo venne trasformato in basilica cristiana, dedicata a san Massimo martire e diventando cattedrale della diocesi di Cuma; in questo periodo subì notevoli mutamenti. Fu abbandonato nel XIII secolo a seguito dello spopolamento di Cuma ed esplorato tra il 1924 ed il 1932.
Del tempio greco non si hanno molte notizie: è presumibile che sia stato pseudo-periptero e l'unica testimonianza della sua esistenza rimane la base in tufo, lunga trentanove metri e larga ventiquattro, riutilizzata anche per il tempio romano; la struttura sacra sorgeva sulla sommità dell'acropoli ed era la più importante della città. Il tempio romano invece, alterato nella struttura durante la dominazione bizantina, oggi ridotto in ruderi e parzialmente crollato insieme al costone della collina, quando fu trasformato in basilica, aveva un orientamento est-ovest ed era circondato da un muro perimetrale in opus reticolatum che presentava tre aperture; internamente era diviso in cinque navate, due delle quali vennero in parti murate e divise in piccoli ambienti per ospitare delle cappelle. La cella era arricchita con delle semicolonne e delle nicchie poi murate, oltre ad una serie di quattro pilastri; nello stesso ambiente venne inserito un altare in marmi policromi ed un fonte battesimale, completamente ricoperto in marmo e costituito da tre scale, in modo tale da permettere la totale immersione per il battesimo. Tra le altre strutture conservate: resti della pavimentazione in signino con inserti in marmo, tombe scavate nel pavimento e archi in opera reticolata.